# Коротков Андрій Вікентійович
Коротков Андрій Вікентійович (рос. Андрей Викентьевич Коротков, 3 червня 1954 — 10 лютого 2012) — російський економіст, журналіст та державний діяч, професор. Доктор економічних наук, кандидат економічних наук.
Спеціаліст в галузі журналістики та зв'язків з громадськістю та член Глобального альянсу з ІКТ для розвитку групи радників високого рівня Глобального альянсу з ІКТ для розвитку.

## Кар'єра
- З 2008 року — начальник відділу глобальних інформаційних процесів та ресурсів МЗС Росії, начальник відділу систем управління бізнес-процесами Школи IT-менеджменту АНХ при уряді Росії.
- 2006—2008 — радник генерального директора Федеральної пасажирської дирекції, дочірньої компанії Російської залізниці.
- 2003—2006 — старший віце-президент, куратор департаменту інформаційних технологійВТБ.
- 2002—2003 — перший заступник Міністра Російської Федерації з питань зв'язку та інформації.
- 1999—2002 — начальник урядового інформаційного департаменту уряду Росії.

Похований 14 лютого на Донському кладовищі.

## Діяльність з розвитку інформаційного суспільства
Один з ідеологів Федеральної цільової програми «Електронна Росія 2002—2010». Він був керівником її дирекції. Він очолював російську делегацію, яка брала участь у Першому світовому саміті з інформаційного суспільства в грудні 2003 року в Женеві. Брав участь у переговорах з ІКТ з Організацією економічного розвитку (ОЕСР)в Гонолулу, переговорах з ОПЕК і Всесвітньому економічному форумі. Він ініціював створення і очолив Офіс Європейської та Центральноазіатської регіональної мережі Групи ООН з ІКТ. Деякий час він потрапив у центр уваги преси, ведучи «хрестовий похід» проти спамерів. Начальник відділуглобальних інформаційних процесів та ресурсів МГІМО (U), начальник відділу управління бізнес-технологічними системами Школи управління інформаційними системами АНХ при уряді Росії. Був оглядачем порталу Brainity.